# The Art of War
The Art of War (Umění války) je čtvrté studiové album švédské power metalové skupiny Sabaton, jež bylo vydáno 30. května 2008 ve vydavatelství Black Lodge Records. Texty písní jsou o slavných bitvách, převážně z druhé světové války, či textech z knihy Umění války, autora Sun Tzu, po které se album jmenuje. V roce 2010 vyšla Re-Armed edice alba, ve které se objevilo několik bonusů, včetně dosud nevydané písně Swedish Pagans.

## Produkce
Švédská státní hymna ze Sweden Rock '09 (nalezená na edici Re-Armed) byla jedinou skladbou, na které se baskytarista Pär Sundström podílel zpěvem až do roku 2012, kdy změna sestavy vyžadovala, aby Sundström přistoupil k mikrofonu na více trvalý základ.
Mluvené citáty z The Art of War od Sun Tzu můžete slyšet v písních jako "Sun Tzu Says", "The Art of War", "Unbreakable", "The Nature of Warfare", "Cliffs of Gallipoli", "Union (Slopes of St. Benedict)", "The Price of a Mile", "Firestorm" and "A Secret". Tyto citace jsou převzaty z audioknižní verze knihy LibriVox , která následuje po překladu Lionela Gilese .
V době psaní bylo „Unbreakable“ zamýšleno k popisu konkrétní historické partyzánské války ; skladatelé Joakim Brodén a Pär Sundström však od té doby zapomněli, na kterou z nich mysleli.

## Seznam skladeb
| Pořadí | Název                          | Téma | Délka |
| ------ | ------------------------------ | --- | ----- |
| 1.     | Sun Tzu Says (intro)           | První dvě věty Umění Války od Sun Tzu                                                                      | 3:34  |
| 2.     | Ghost Division                 | [[7. tanková divize (Německo)\|7. tanková divizie] během invaze do Francie                                 | 2:29  |
| 3.     | The Art of War                 | vítězství nad nepřáteli bez boje, vycházející z třetí kapitoly Umění války (plánování útoku)               | 4:55  |
| 4.     | 40:1                           | bitva u Wizny                                                                                              | 4:06  |
| 5.     | Unbreakable                    | Partyzánská válka, vycházející z páté kapitoly Umění války (energie)                                       | 4:56  |
| 6.     | The Nature of Warfare          | Šestá kapitola Umění války                                                                                 | 3:22  |
| 7.     | Cliffs of Gallipoli            | Bitva o Gallipoli                                                                                          | 3:15  |
| 8.     | Talvisota                      | Zimní válka                                                                                                | 4:14  |
| 9.     | Panzerkampf                    | bitva u Kurska                                                                                             | 4:10  |
| 10.    | Union (Slopes of St. Benedict) | bitva o Monte Cassino                                                                                      | 3:50  |
| 11.    | The Price of a Mile            | bitva u Passchendaele a nesmyslné zabíjení během první světové války                                       |       |
| 12.    | Firestorm                      | Kobercové bombardování během druhé světové války, vycházející z dvanácté kapitoly Umění války (útok ohněm) |       |
| 13.    | A Secret                       | Vtipné outro na adresu hudebního pirátství                                                                 |       |

Re-Armed edice – bonus
| Pořadí | Název          | Téma                          | Délka |
| ------ | -------------- | ----------------------------- | ----- |
| 14.    | Swedish Pagans | Vikingové                     |       |
| 15.    | Glorious Land  | bitva u Varšavy               |       |
| 16.    | The Art of War | (demo verze)                  |       |
| 17.    | Švédská hymna  | (živě z Sweden Rock Festival) |       |

## Obsazení
- Joakim Brodén – zpěv, klávesy
- Rickard Sundén – kytara
- Oskar Montelius – kytara
- Pär Sundström – baskytara
- Daniel Mullback – bicí
- Daniel Mÿhr – klávesy